# Poartă-ți plugul peste oasele morților
Poartă-ți plugul peste oasele morților (în poloneză Prowadź swój pług przez kości umarłych) este un roman de mister din 2009 al scriitoarei poloneze Olga Tokarczuk. A fost ecranizat în 2017 de Agnieszka Holland ca Tablou de vânătoare (în poloneză Pokot) și a primit Premiul Alfred Bauer la Festivalul Internațional de Film de la Berlin.
Romanul a fost publicat în 2009 de editura Wydawnictwo Literackie și a fost nominalizat la Premiul literar Nike din 2010. Titlul romanului este un vers din Căsătoria Raiului cu Iadul (The Marriage of Heaven and Hell), o carte a poetului și gravatorului englez William Blake.
Poartă-ți plugul peste oasele morților este o poveste despre o serie de crime misterioase comise împotriva membrilor comunității locale într-un sat de la marginea văii Kłodzko, Voievodatul Silezia Inferioară, la granița Poloniei cu Cehia. Acțiunea are loc în anii 2000-2008. Personajul principal este Janina Duszejko, o profesoară pensionară care se ocupă de astrologie și traduce lucrările lui William Blake, aceasta susține că toate crimele sunt comise de animalele care se răzbună pe torționarii lor în acest mod.
În limba română a fost tradus de Cristina Godun și a apărut la Editura Polirom (colecția Biblioteca Polirom) în 2019 (ISBN 978-973-46-7937-9). Pe copertă este reprodus de Drama supremației, un acrilic pe pânză de Felix Aftene.